# Mid Dunbartonshire
Circonscription parlementaire de la Chambre des communes
Mid Dunbartonshire est une circonscription de la Chambre des communes du Parlement britannique. À la suite de l'achèvement de l'examen périodique des circonscriptions de Westminster de 2023, elle est contestée pour la première fois lors des élections générales de 2024.

## Définition légale
La circonscription comprend les wards suivants du conseil d'East Dunbartonshire :
- Beardsen nord (en), Beardsen sud (en), Bishopbriggs sud (en), Milngavie (ward) (en) de la circonscription d'East Dunbartonshire
- Ainsi que les parties minoritaires des quartiers de Bishopbriggs North and Campsie (ward) (en), Kirkintilloch East and North and Twechar (ward) (en), Lenzie and Kirkintilloch South (ward) (en) de la circonscription de Cumbernauld, Kilsyth et Kirkintilloch East
- Une partie de Bishopbriggs Sud (en)de la circonscription de Glasgow North East

## Profil de la circonscription
Le calcul électoral caractérise le siège comme étant de gauche forte, avec des opinions économiques et sociales libérales de gauche, un niveau élevé d'éducation universitaire et une perspective internationaliste incluant une forte opposition au Brexit.

## Membres du Parlement
| Élection | Élection | Député       | Parti                        |
| -------- | -------- | ------------ | ---------------------------- |
|          | 2024     | Susan Murray | Libéraux démocrates écossais |

## Résultats électoraux

### Années 2020
| Parti         | Parti                                       | Candidat            | Vote   | Vote | Vote |
| Parti         | Parti                                       | Candidat            | Voix   | %    | ±    |
| ------------- | ------------------------------------------- | ------------------- | ------ | ---- | ---- |
|               | Libéraux-démocrates                         | Susan Murray        | 22 349 | 42,4 | 7,9  |
|               | SNP                                         | Amy Callaghan       | 12 676 | 24   | 13,9 |
|               | Parti travailliste                          | Lorna Dougall       | 10 993 | 20,8 | 11,4 |
|               | Parti conservateur                          | Alix Mathieson      | 2 452  | 4,6  | 11   |
|               | Reform UK                                   | David McNabb        | 2 099  | 4,0  | —    |
|               | Parti vert                                  | Carolynn Scrimgeour | 1 720  | 3,3  | 1,7  |
|               | Alba Party                                  | Ray James           | 449    | 0,9  | —    |
| Majorité      | Majorité                                    | Majorité            | 9 673  | 18,4 | —    |
| Participation | Participation                               | Participation       | 52 738 | 71,7 | 6,3  |
|               | Les Libéraux-démocrates emportent le siège. |                     |        |      |      |